# 英國陸軍
英國陸軍（英語：British Army），是英國軍隊的地上作戰部隊，它是由蘇格蘭與英格蘭在1707年合併為大不列顛王國時形成的。截至2020年，英國陸軍的現役部隊有80,040人，國土軍有29,790人。英國陸軍經常被部署於世界各地執行各種任務。
英國陸軍與英國皇家海军和英國皇家空軍不同，沒有“皇家”头銜，原因是英国内战期间在英国君主与英国国会的一系列斗争中英国陆军总是站在英国国会一边，并且根据英国国会在1689年通过的《权利法案》中的规定“和平时期未经议会同意国王不得维持常备军”，英国陆军在法律上并不属于王室管辖。不过尽管英国陆军没有皇家头銜，仍不妨碍在陆军體系內有若干軍團（Regiments）使用「皇家」此一頭銜。

## 歷史

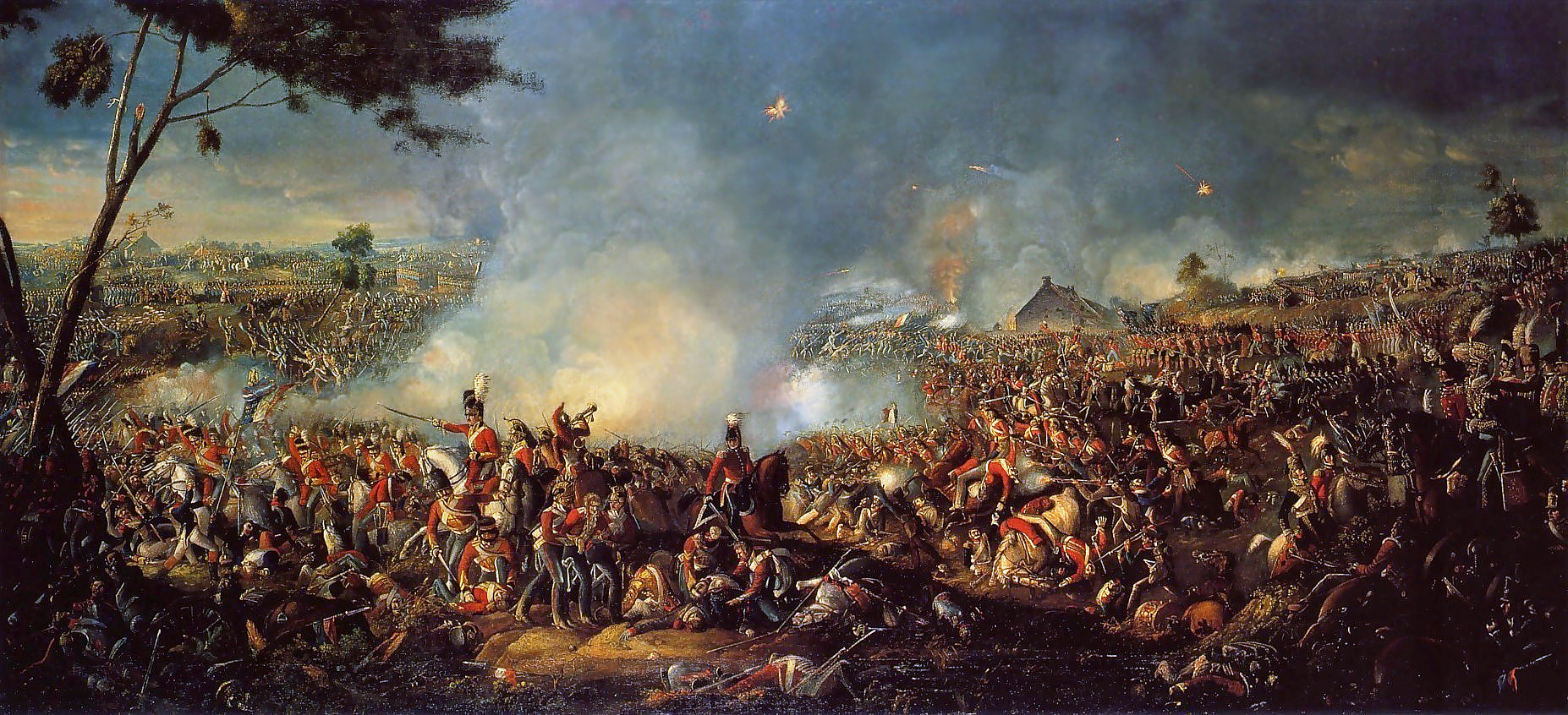
英國陸軍的一場勝仗──滑鐵盧戰役

1707年，英格兰王国和苏格兰王国合并成大不列颠王国，王家苏格兰军团和英格兰陆军合并成为“英国陆军”（英語：British Army），英国陆军在接下来的三百多年时间里参与了西班牙王位继承战争、七年戰爭、美國獨立戰爭、拿破崙戰爭、鴉片戰爭、克里米亞戰爭、八國聯軍之役、毛利人戰爭、印度土兵叛亂、十九世紀末期为阻止俄羅斯勢力扩张的一連串阿富汗战争、布爾戰爭、芬尼安會暴動、愛爾蘭獨立戰爭、一战、二战、韓戰、蘇伊士運河危機、马来亚紧急状态、福克蘭戰爭、波斯灣戰爭、伊拉克戰爭、2001年阿富汗战争，为英国势力的扩张及维护英国的利益立下了巨大功劳。

## 現代陸軍各方面资料統計
| 英國陸軍各方面资料統計         |                        |
| 现役部队                       | 80,040人               |
| 国土军                         | 29,790人               |
| 除国土军外的其它陆军预备役部队 | 121,800人              |
| 主战坦克                       | 386輛挑戰者2型主战坦克 |
| 步兵战车                       | 789輛武士步兵战车      |
| 裝甲輸送車及偵察車             | 3,230–4,000輛          |
| 越野路華Wolf                   | 15,000輛               |
| 平茨高尔汽车                   | 2,000輛                |
| 通用卡車                       | 2,300輛                |
| 火炮及迫擊炮                   | 2,896件                |
| 防空組件                       | 337件                  |
| 飛機                           | 300架以上              |

## 編制及組織架構

### 编制单位简介
由於下屬各單位成立时间不同的原因，英國陸軍組織架構非常複雜。同时，英国陆军組織架構分为行政单位及行動单位两种：
行政单位
- 军或兵種，例如皇家通訊部隊（通訊兵，Royal Corps of Signals）。
- 師，管核某地區內全部陸軍單位，例如管轄蘇格蘭北英格蘭的英國陸軍第2師。
- 旅，無作戰單位。
- 團，集合幾個營的綜合單位。

行动单位
- 軍，由兩個師或以上組成。
- 師，由2或3個旅以及支援單位組成，師長為陸軍少將，師級的軍事單位被視為英國最高的軍事組織規模，例如英國陸軍第3機械化步兵師。
- 旅，由2或3個戰鬥群以及支援單位組成；旅長為陸軍大校（相當於他國准將，但屬校官序列），例如聯合直升機指揮部下屬的英國陸軍第16空中突擊旅。
- 戰鬥群（battlegroup），由若干连组成。

### 现役部队的师与旅编制
- 第一（英国）师
  - 陆军第7装甲旅（绰号“沙漠之鼠”）
  - 陆军第20装甲旅
  - 陆军第1装甲师直属与信号团
  - 陆军第1航空团
  - 陆军第28皇家工兵团
  - 陆军第1皇家宪兵团
- 陆军第3机械化步兵师（英语：3rd Mechanised Division (United Kingdom)）
  - 陆军第1机械化步兵旅
  - 陆军第4机械化步兵旅
  - 陆军第12机械化步兵旅
  - 陆军第3机械化步兵师直属与信号团
  - 陆军第5航空团
  - 陆军第36皇家工兵团
  - 陆军第3皇家宪兵团
- 陆军第16空中突击旅
- 陸軍特種作戰旅（英语：Army Special Operations Brigade）

### 国土军的师与旅编制
国土军目前已经取消了师级编制。
- 陆军第2步兵旅（英语：2nd Infantry Brigade (United Kingdom)）
- 陆军第15步兵旅（英语：15th Infantry Brigade (United Kingdom)）
- 陆军第42步兵旅（英语：42nd Infantry Brigade (United Kingdom)）
- 陆军第43步兵旅（英语：43rd Infantry Brigade (United Kingdom)）
- 陆军第49步兵旅（英语：49th Infantry Brigade (United Kingdom)）
- 陆军第51步兵旅（英语：51st Infantry Brigade (United Kingdom)）
- 陆军第143步兵旅（英语：143rd Infantry Brigade (United Kingdom)）
- 陆军第145步兵旅（英语：145th Infantry Brigade (United Kingdom)）
- 陆军第160步兵旅（英语：160th Infantry Brigade (United Kingdom)）

### 部分陆军团级单位

#### 装甲兵
- 第1皇家坦克團（英语：1st Royal Tank Regiment）
- 第2皇家坦克團（英语：2nd Royal Tank Regiment）

#### 骑兵
英国陆军的骑兵部队由于历史悠久并且仍然在沿用“骑兵”的称号，但现在已是机械化或摩托化步兵了。
- 皇家騎兵團
- 皇家馬上騎兵團
- 第1女王龍騎兵衛隊
- 皇家蘇格蘭龍騎兵衛隊
- 皇家龙骑兵近卫团（英语：Royal Dragoon Guards）
- 女王皇家轻骑兵团（英语：Queen's Royal Hussars）
- 第9/第12皇家枪骑兵团（英语：9th/12th Royal Lancers）
- 国王皇家轻骑兵团（英语：King's Royal Hussars）
- 轻龙骑兵团
- 女王皇家枪骑兵团（英语：Queen's Royal Lancers）

#### 步兵
- 擲彈兵衛隊
- 高士廉衛隊
- 蘇格蘭衛隊
- 愛爾蘭衛隊
- 威爾斯衛隊
- 伦敦军团
- 皇家苏格兰兵团
- 威尔士亲王皇家兵团（英语：Princess of Wales's Royal Regiment）
- 兰开斯特公爵兵团（英语：Duke of Lancaster's Regiment）
- 皇家燧发枪团
- 皇家盎格鲁团
- 约克郡兵团（英语：Yorkshire Regiment）
- 皇家威尔士兵团（英语：Royal Welsh）
- 莫西亚兵团（英语：Mercian Regiment）
- 皇家愛爾蘭團
- 伞兵团
- 皇家廓尔喀步兵团（英语：Royal Gurkha Rifles）
- 來福槍步兵團
- 皇家直布罗陀团（英语：Royal Gibraltar Regiment）

#### 其他兵种
- 皇家炮兵
- 皇家通訊部隊（英语：Royal Corps of Signals）
- 英國陸軍航空兵（英语：Army Air Corps (United Kingdom)）
- 陸軍情報部隊（英语：Intelligence Corps (United Kingdom)）
- 皇家憲兵（英语：Royal Military Police）

#### 後勤組織
- 皇家陸軍牧師部（英语：Royal Army Chaplains' Department）
- 皇家後勤部隊（英语：Royal Logistic Corps）
- 皇家陸軍軍需部隊（英语：Royal Army Ordnance Corps）
- 皇家陆军军医队
- 皇家電機機械工兵（英语：Royal Electrical and Mechanical Engineers）
- 皇家陸軍獸醫部隊（英语：Royal Army Veterinary Corps）
- 小型輕武器教育部隊（英语：Small Arms School Corps）
- 皇家牙醫部隊（英语：Royal Army Dental Corps）
- 皇家陸軍體能訓練兵部隊（英语：Royal Army Physical Training Corps）
- 皇家陸軍勤務部隊（英语：Royal Army Service Corps）
- 總務部隊（英语：General Service Corps）
- 亞歷山大皇后皇家陸軍護士隊（英语：Queen Alexandra's Royal Army Nursing Corps）
- 陸軍軍樂隊（英语：Corps of Army Music）

### 陆军特種部隊
英國陸軍的特種部隊有特種空勤團和特種偵察團。
特種空勤團成立于1941年，经过几十年的发展，特种空勤团成為世界各地特種部隊的模範。現在的特種空勤團由一个現役部隊的第22團和两个国土军的21團、23团组成。陆军现役部队所属的第22特種空勤團包含一个訓練部和A、B、D、G及後備五个大隊，它负责戰空深度偵察及情報搜集、目標確認、目標蹤跡、目標毀滅，它被要求成為全球反恐、人質營救、目標俘虜的首屈一指的部队。第21特種空勤團和第23特種空勤團的職能则限於戰空跟目標深度偵察。

### 从海外領土上招募的陆軍
歷史上有很多英国軍隊在英國海外領土（包括自治领、王室直属殖民地、保護國）上驻扎，英国军队有时会从当地招人加入驻扎在当地的英国军队，目前保持招募本地人的海外領土駐軍有三個：
- 百慕達團（英语：Bermuda Regiment）
- 皇家直布羅陀團（英语：Royal Gibraltar Regiment）
- 福克蘭群島防衛軍（英语：Military of the Falkland Islands）
- 皇家蒙塞拉特岛防卫军（英语：Royal Montserrat Defence Force）

## 軍階
| 北約代號 | OF-10                  | OF-9             | OF-8                        | OF-7                   | OF-6               | OF-5             | OF-4                        | OF-3           | OF-2             | OF-1                      | OF-1                       | OF(D)              |  |
| 英國陸軍 | 元帥                   | 上將             | 中將                        | 少將                   | 准將               | 上校             | 中校                        | 少校           | 上尉             | 中尉                      | 少尉                       | 候補軍官           |  |
| 軍銜     | 陸軍元帥 Field Marshal | 陸軍上將 General | 陸軍中將 Lieutenant General | 陸軍少將 Major General | 陸軍准將 Brigadier | 陸軍上校 Colonel | 陸軍中校 Lieutenant Colonel | 陸軍少校 Major | 陸軍上尉 Captain | 陸軍中尉 First Lieutenant | 陸軍少尉 Second Lieutenant | 學官 Officer Cadet |  |

| 北約代號 | OR-9                                 | OR-9                                 | OR-9                                 | OR-9                                 | OR-9                                 | OR-9                                 | OR-8                                 | OR-8                                 | OR-7                           | OR-7                           | OR-6              | OR-6              | OR-6              | OR-6              | OR-6              | OR-6              | OR-5              | OR-5              | OR-5              | OR-5              | OR-5              | OR-5              | OR-4              | OR-4              | OR-3                      | OR-3                      | OR-2                     | OR-2                     | OR-2                     | OR-2                     | OR-2                     | OR-2                     | OR-1                     | OR-1 |
| 英國陸軍 |                                      |                                      |                                      |                                      |                                      |                                      |                                      |                                      |                                |                                |                   |                   |                   |                   |                   |                   |                   |                   |                   |                   |                   |                   |                   |                   |                           |                           | 無肩章                   | 無肩章                   | 無肩章                   | 無肩章                   | 無肩章                   | 無肩章                   | 無肩章                   |      |
| 军衔     | 陸軍一級准尉 Warrent Officer class 1 | 陸軍一級准尉 Warrent Officer class 1 | 陸軍一級准尉 Warrent Officer class 1 | 陸軍一級准尉 Warrent Officer class 1 | 陸軍一級准尉 Warrent Officer class 1 | 陸軍一級准尉 Warrent Officer class 1 | 陸軍二級准尉 Warrent Officer class 2 | 陸軍二級准尉 Warrent Officer class 2 | 陸軍上士 Staff/Colour Sergeant | 陸軍上士 Staff/Colour Sergeant | 陸軍中士 Sergeant | 陸軍中士 Sergeant | 陸軍中士 Sergeant | 陸軍中士 Sergeant | 陸軍中士 Sergeant | 陸軍中士 Sergeant | 陸軍中士 Sergeant | 陸軍中士 Sergeant | 陸軍中士 Sergeant | 陸軍中士 Sergeant | 陸軍中士 Sergeant | 陸軍中士 Sergeant | 陸軍下士 Corporal | 陸軍下士 Corporal | 陸軍准下士 Lance Corporal | 陸軍准下士 Lance Corporal | 陸軍列兵 (or equivalent) | 陸軍列兵 (or equivalent) | 陸軍列兵 (or equivalent) | 陸軍列兵 (or equivalent) | 陸軍列兵 (or equivalent) | 陸軍列兵 (or equivalent) | 陸軍列兵 (or equivalent) |      |

註：
1. 英國陸軍的Brigadier屬於校官（Field Officer），不屬於將官（General Officer）；實質上等於大校。
2. 在英治時期的香港，"Lance Corporal"一職並不是翻譯作准下士的，而是下士。而"Corporal"則譯作中士，如此類推；而"Staff Sergeant"一職，則譯作"特級上士"。仿照英國陸軍組織架構的香港青年制服團體皇家香港軍團（義勇軍）少年領袖團（即現在的香港少年領袖團）也是採用這種稱號譯名的。

## 裝備
下文介绍的是现代英国陆军的武器，關於已经被淘汰的以及古代英國陸軍的裝備，請參閱古代英國陸軍裝備和制服。

### 個人武器
| 型號                       | 圖片 | 原產地        | 類別                     | 口徑              | 細節                                                     |      |
| 手槍                       | 手槍 | 手槍          | 手槍                     | 手槍              | 手槍                                                     | 手槍 |
| -------------------------- | ---- | ------------- | ------------------------ | ----------------- | -------------------------------------------------------- | ---- |
| L131A1                     |      | 奥地利        | 半自動手槍               | 9×19mm            | 制式手槍                                                 |      |
| L137A1                     |      | 奥地利        | 半自動手槍               | 9×19mm            | 僅裝備特種部隊及游騎兵團                                 |      |
| 突擊步槍／戰鬥步槍         |      |               |                          |                   |                                                          |      |
| L85A2、L85A3               |      | 英国          | 突擊步槍                 | 5.56×45mm         | 制式步槍                                                 |      |
| L22A2                      |      | 英国          | 卡賓槍                   | 5.56×45mm         | 裝備非前線人員                                           |      |
| L119A1、L119A2             |      | 加拿大        | 突擊步槍                 | 5.56×45mm         | 裝備特種部隊、探路排、憲兵及其他特別單位                 |      |
| M6A2 UCIW                  |      | 美国          | 突擊步槍                 | 5.56×45mm         | 僅裝備特種部隊                                           |      |
| SIG MCX                    |      | 美国          | 突擊步槍                 | .300 Blackout     | 僅裝備特種部隊及皇家炮兵4/73（獅身人面象）炮台特別觀察站 |      |
| L403A1                     |      | 美国          | 突擊步槍                 | 5.56×45mm         | 裝備游騎兵團及特種部隊                                   |      |
| 散彈槍                     |      |               |                          |                   |                                                          |      |
| L74A1、L74A2               |      | 美国          | 泵動式散彈槍             | 12鉛徑            | 裝備特種部隊                                             |      |
| L128A1                     |      | 義大利        | 半自動散彈槍             | 12鉛徑            |                                                          |      |
| 衝鋒槍                     |      |               |                          |                   |                                                          |      |
| L80A1、L90A1、L91A1、L92A1 |      | 德国          | 衝鋒槍                   | 9×19mm            | 裝備特種部隊及皇家憲兵                                   |      |
| 狙擊步槍                   |      |               |                          |                   |                                                          |      |
| L115A3                     |      | 英国          | 栓動式狙擊步槍           | .338 Lapua Magnum |                                                          |      |
| L115A4                     |      | 英国          | 栓動式狙擊步槍           | .338 Lapua Magnum |                                                          |      |
| 精密國際AXMC               |      | 英国          | 栓動式狙擊步槍           | .338 Lapua Magnum | 裝備特種部隊                                             |      |
| L129A1                     |      | 美国          | 半自動精確射手步槍       | 7.62×51mm         |                                                          |      |
| L2A1                       |      | 德国          | 精確射手步槍             | 7.62×51mm         | 裝備特種部隊                                             |      |
| 精密國際AX50               |      | 英国          | 栓動式反器材步槍         | 12.7×99mm         |                                                          |      |
| L135A1 LRPAS               |      | 美国          | 半自動反器材步槍         | 12.7×99mm         |                                                          |      |
| 機槍                       |      |               |                          |                   |                                                          |      |
| L7A2                       |      | 英国 · 比利时 | 通用機槍                 | 7.62×51mm         | 制式裝備                                                 |      |
| L111A1                     |      | 美国          | 重機槍                   | 12.7×99mm         | 固定在載具或三腳架上使用                                 |      |
| 手榴彈／爆炸物             |      |               |                          |                   |                                                          |      |
| L109A1                     |      | 瑞士 · 英国   | 破片手榴彈               | -                 |                                                          |      |
| M18A1 Claymore             |      | 美国          | 反人員地雷               | -                 | 裝備特種部隊                                             |      |
| 榴彈發射器                 |      |               |                          |                   |                                                          |      |
| L134A1                     |      | 德国          | 自動榴彈發射器           | 40×53mm           | 裝備特種部隊及探路排                                     |      |
| L17A1、L123A2、L123A3      |      | 德国          | 下掛式榴彈發射器         | 40×46mm           | 下掛在L85戓L119護木下或單獨使用                          |      |
| L67A1                      |      | 英国          | 連發式低殺傷性榴彈發射器 | 37 mm             | 裝備特種部隊                                             |      |
| 反裝甲武器                 |      |               |                          |                   |                                                          |      |
| L1A2、L2A1                 |      | 瑞典          | 反坦克火箭筒             | 84mm              |                                                          |      |
| 鬥牛士                     |      | 德国          | 反坦克火箭筒             | 90mm              |                                                          |      |
| 卡爾·古斯塔夫M4            |      | 瑞典          | 無後座力炮               | 84mm              |                                                          |      |
| FGM-148標槍飛彈            |      | 美国          | 反坦克飛彈               | 127mm             |                                                          |      |
| 近戰武器                   |      |               |                          |                   |                                                          |      |
| L3A1                       |      | 英国          | 刺刀                     | -                 | 制式裝備                                                 |      |
| 廓爾喀刀                   |      | 尼泊尔        | 刀                       | -                 | 廓爾喀士兵的制式裝備                                     |      |

### 裝甲戰鬥車輛

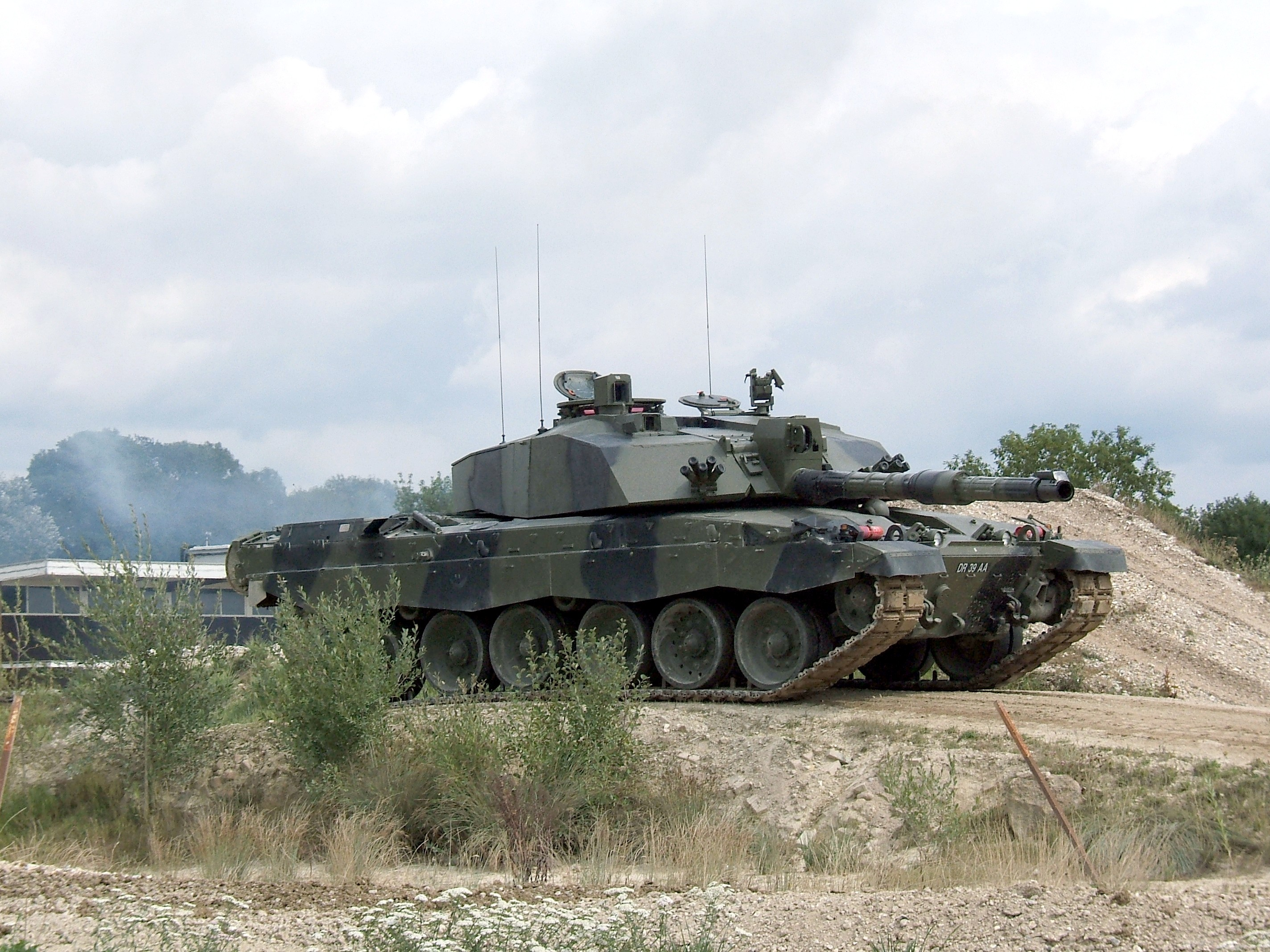
挑戰者2主戰坦克

- - 越野路華Wolf及路虎Defender
  - 挑战者2坦克；
  - 武士裝步戰車
  - FV430装甲车族

### 火炮
- - M6-640迫擊炮（60毫米）
  - L16迫擊炮（81毫米）
  - MLRS自行火炮
  - AS-90自行火炮
  - FH77BW L52 弓箭手火炮系统[5]
  - L118牵引式火炮
  - 硫磺石守望者[6]

### 防空系統
- - 輕劍地对空飛彈
  - 星纹地對空飛彈

### 直升機
- - 阿帕契AH MK1直昇機

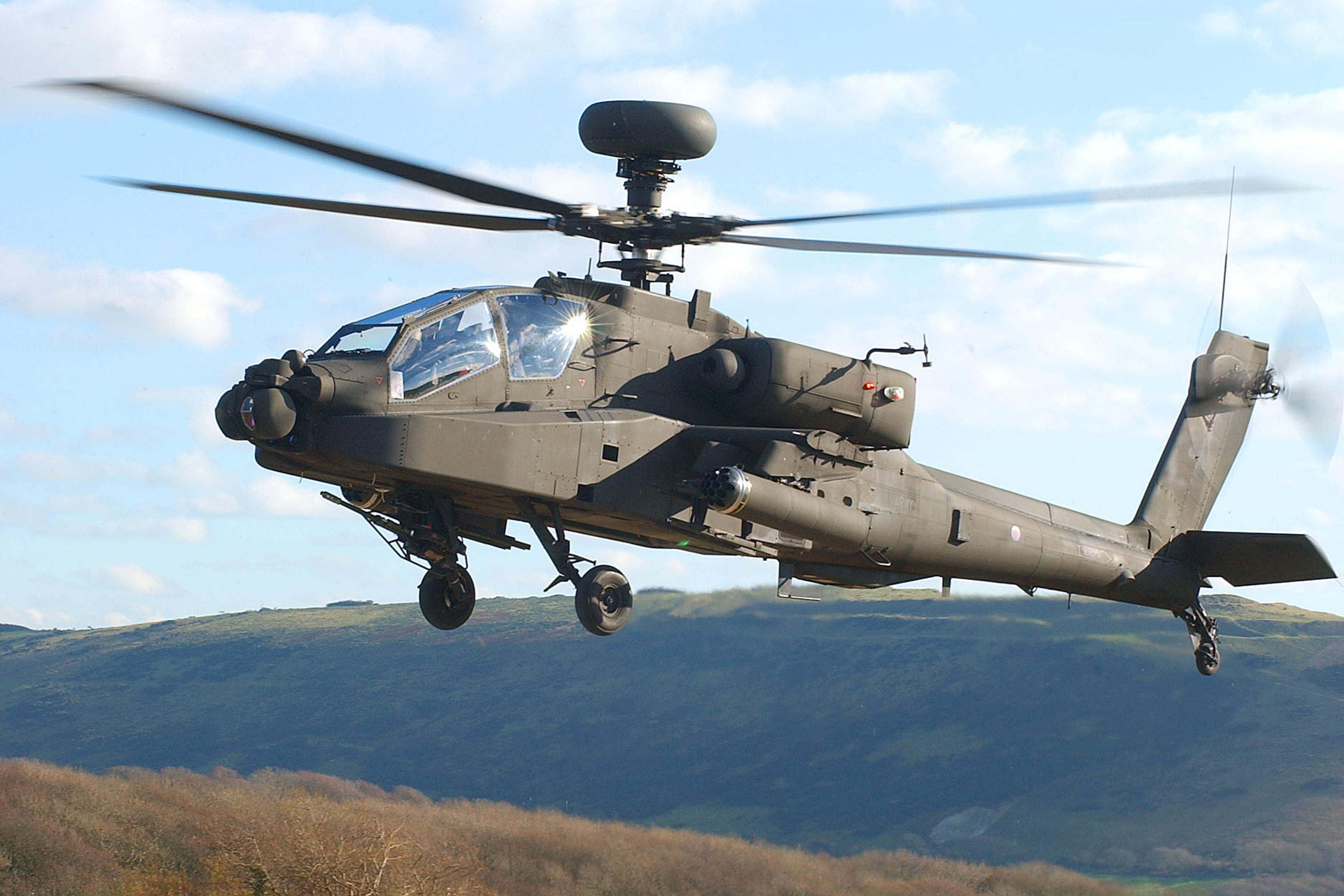
WAH-64阿帕奇攻擊直升機

  - 山貓AH-7直升機，可进行多樣支援任務，可配上八枚拖式反坦克飛彈
  - 貝爾212直升机及阿古斯特维斯特兰AW109直升机
  - 瞪羚直升機，提供戰地低空偵察
  - 布里顿-诺曼海岛人通用飞机，主要提供北愛爾蘭低空偵察

### 補給裝備
- - 可拆卸平台架裝卸系統（DROPS）
  - 越野路華（TUL/TUM）
  - 全地型機動平台（ATMP）

### 電子及通訊設備
- - 可攜式雷達系統（MSTAR）
  - Bowman數碼電子通訊系統
  - 天網5衛星通訊系統
  - 小望遠鏡熱影像系統
  - 眼鏡蛇火炮定位雷達

### 制服及單兵裝具

#### 軍服
- 英国 多地形樣式（MTP）個人服裝系統
- 美国 Crye Precision G2 UKSF Custom／G3作戰服（黑色或多地型迷彩樣式，裝備特種空勤團、探路排及部份特別單位）
- 美国 Crye Precision G4作戰服（多地型迷彩及MTP樣式，裝備游騎兵團）

#### 頭盔
- 英国 Mk 8（Revision／Galvion Batlskin Cobra Plus）
- 美国 Ops-Core FAST Maritime（裝備特種空勤團、探路排、游騎兵團及部份其他單位）
- 美国 Team Wendy EXFIL LTP（少部份單位使用）

#### 防彈衣
- 英国 維圖斯可延伸式背心
- 美国 Crye Precision JPC／JPC 2.0攜板背心（裝備特種空勤團及游騎兵團）
- 美国 Crye Precision AVS攜板背心（裝備特種空勤團、探路排及游騎兵團）

#### 抗噪耳機
- 美国 3M Peltor Comtac XPI（裝備特種空勤團、探路排及部份特別單位）
- 美国 Ops-Core AMP（裝備特種空勤團及游騎兵團）

#### 夜視儀
- 美国 AN/PVS-15
- 美国 AN/PVS-21
- 美国 AN/PVS-31

#### 槍套
- 義大利 Radar 1957（供格洛克17手槍使用）
- 美国 Safariland 6354DO（裝備特種空勤團及游騎兵團，供格洛克17手槍或格洛克19手槍使用）

#### 防毒面具
- 英国 Scott GSR（英语：General Service Respirator）